# Rico Rex

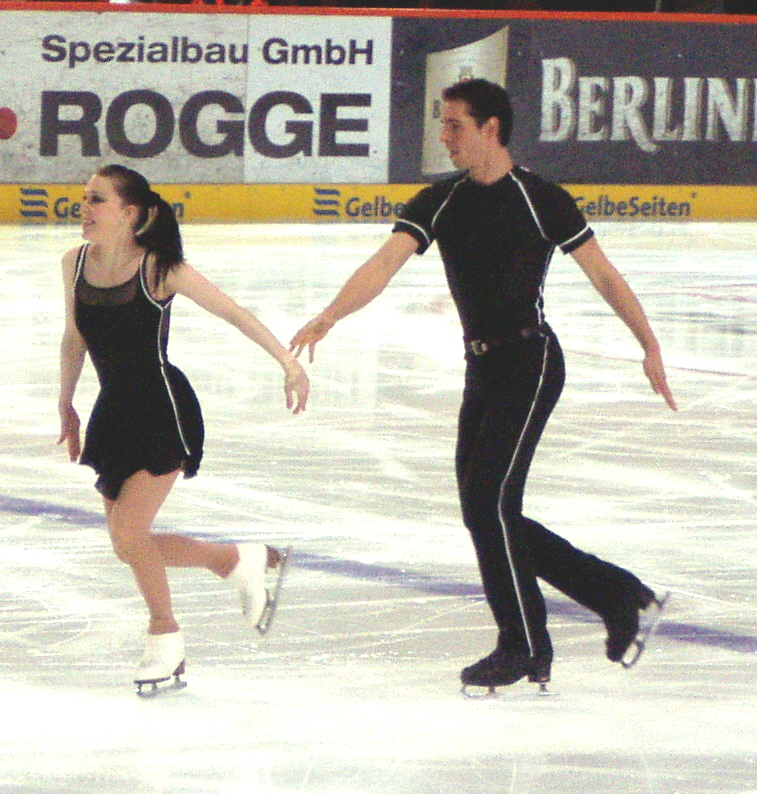
Eva-Maria Fitze und Rico Rex am Anfang ihrer Kurzkür bei den Deutschen Meisterschaften 2006

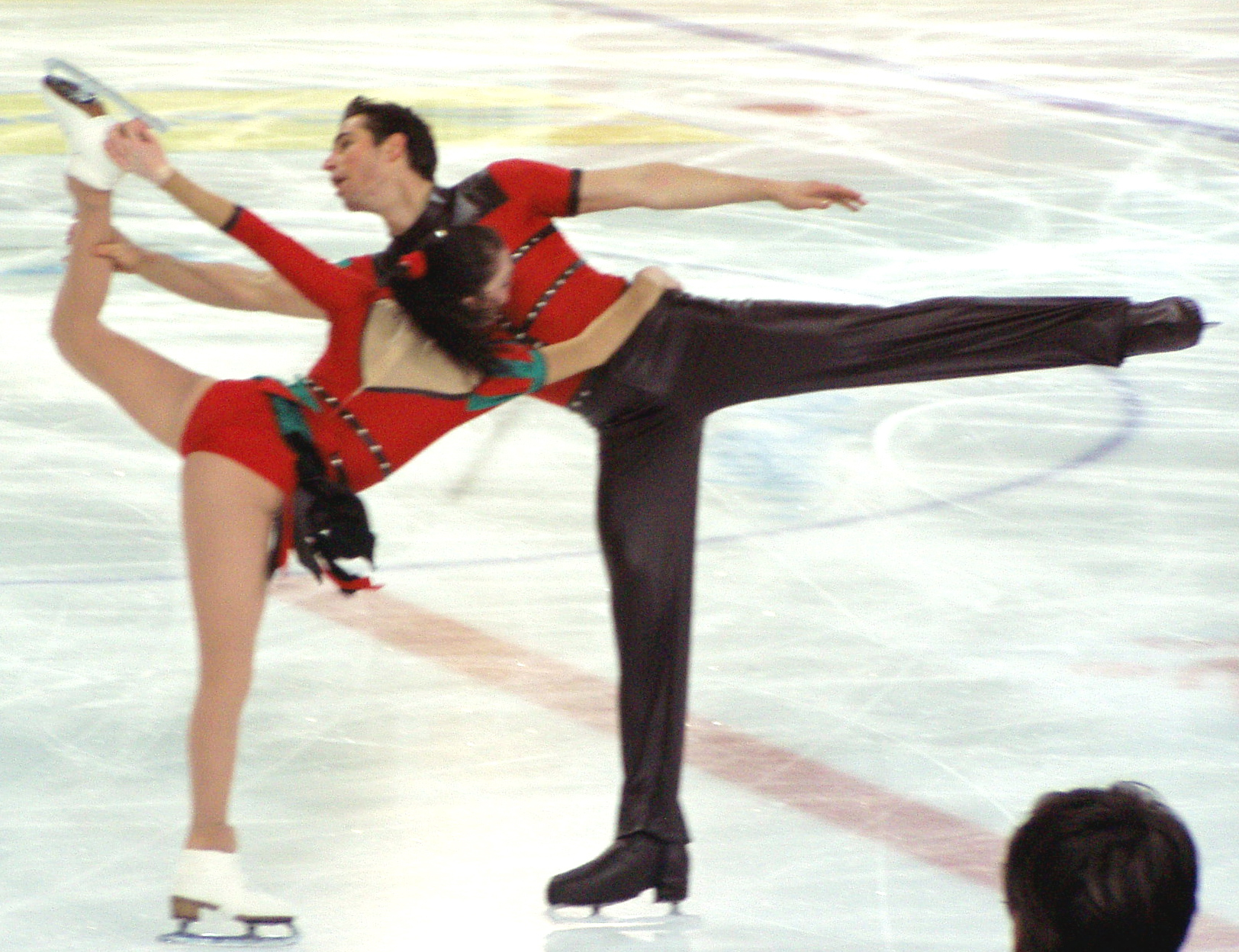
Eva-Maria Fitze und Rico Rex bei ihrer Kür bei den Deutschen Meisterschaften 2006

Rico Rex (* 5. Oktober 1976 in Karl-Marx-Stadt) ist ein früherer deutscher Eiskunstläufer.

## Werdegang
Zum Eiskunstlaufen kam Rico Rex durch das Auswahlverfahren in der DDR. Er begann im Alter von vier Jahren mit dem Eislaufen im damaligen Karl-Marx-Stadt. Für den Chemnitzer EC startete er unter Trainerin Steffi Ruttkies zunächst als Einzelläufer.
Im Jahr 1993 wechselte Rex zum Paarlauf mit Silvia Dimitrov. Das Paar erreichte als bestes internationales Ergebnis den achten Rang bei den Europameisterschaften 1996. Dimitrov beendete 1997 verletzungsbedingt ihre Paarlaufkarriere.
Bis zum Jahr 2000 lief Rex mit Katharina Rybkowski (Düsseldorfer EG). Das Paar trainierte bei Monika Scheibe in Chemnitz, konnte sich jedoch für Europa- und Weltmeisterschaften nicht qualifizieren. Es folgte ein Intermezzo mit Stefanie Weiss, mit ihr startete Rico Rex jedoch nicht einmal bei Deutschen Meisterschaften. Bei den offenen französischen Meisterschaften 2001 musste das Paar aufgeben. 2001 lief Rex zusammen mit der Tschechin Radka Zlatohlavková. Bei den Deutschen Meisterschaften 2002 musste das Paar jedoch aufgeben. In der Folge trennte sich das Paar wieder.
Seit dem Frühjahr 2002 lief Rico Rex zusammen mit der früheren deutschen Einzellaufmeisterin Eva-Maria Fitze. Ihr Trainer in Chemnitz war bis Dezember 2005 Ingo Steuer, danach übernahm Monika Scheibe die Betreuung des Paares. Rex beendete gemeinsam mit seiner Partnerin Eva-Maria Fitze nach dem Abschluss des Paarlauf-Wettbewerbs bei den Olympischen Winterspielen 2006 in Turin und einem 15. Platz seine Karriere als Eiskunstläufer. Fortan arbeitete er als Projektmanager bei einer Dresdener Marketing-Agentur.
2006 nahm Rex als Trainer zusammen mit Collien Ulmen-Fernandes an der RTL-Sendung Dancing on Ice teil, schied aber schon in der zweiten Folge aus. Rico Rex war während seiner Leistungssportzeit Sportsoldat bei der Bundeswehr in der Sportfördergruppe in Frankenberg. Sein Dienstgrad ist Oberfeldwebel gewesen.
Rico Rex arbeitet als Bundestrainer für Paarlaufen in Berlin.

## Erfolge/Ergebnisse
wenn nicht anders angegeben, Paarlauf mit Eva-Maria Fitze
| Wettbewerb/Wintersaison  | 1991/92 | 1992/93 | 1993/94 | 1994/95 | 1995/96 | 1996/97 | 1997/98 | 1998/99 | 1999/00 | 2000/01 | 2001/02 | 2002/03 | 2003/04 | 2004/05 | 2005/06 |
| ------------------------ | ------- | ------- | ------- | ------- | ------- | ------- | ------- | ------- | ------- | ------- | ------- | ------- | ------- | ------- | ------- |
| Olympische Winterspiele  | –       |         | –       |         |         |         | –       |         |         |         | –       |         |         |         | 15      |
| Weltmeisterschaften      | –       | –       | –       | 18*     | 14*     | 13*     | –       | –       | –       | –       | –       | 15      | 12      | –       | –       |
| Europameisterschaften    | –       | –       | –       | 11*     | 8*      | –       | –       | –       | –       | –       | –       | 9       | 7       | –       | 7       |
| Deutsche Meisterschaften | 12 E    | 13 E    | –       | 3*      | 2*      | –       | –       | 4**     | 3**     | –       | KP 4*** | 1       | 2       | 3       | 3       |
| NHK Trophy               | –       | –       | –       | –       | –       | 7       | –       | –       | –       | –       | –       | 8*      | –       |         |         |
| Cup of China             |         |         |         |         |         |         |         |         |         |         |         |         | –       | 6       | –       |
| Cup of Russia            | –       | –       | –       | –       | –       | –       | –       | –       | 10**    | –       | –       | –       | –       | –       | 9       |
| Tropheé Lalique          | –       | –       | –       | –       | –       | –       | –       | –       | –       | –       | –       | 8       | –       | –       | –       |
| Sparkassen Cup           | –       | –       | –       | –       | 7*      | WD*     | –       | –       | 8**     | –       | –       | 7       |         |         |         |
| Skate America            | –       | –       | –       | –       | –       | 5*      | –       | –       | –       | –       | –       | –       | –       | –       | –       |
| Nebelhorn Trophy         | –       | –       | –       | –       | –       | –       | –       | –       | 8**     | –       | –       | 4       | KP 9    | –       | –       |

Legende: E = Einzellauf, * mit Silvia Dimitrov, ** mit Katharina Rybkowski, *** mit Radka Zlatohlavková, KP = Platzierung nach Kurzprogramm, WD = zurückgezogen